# Rafał Jonkisz
Rafał Jonkisz (ur. 14 września 1997 w Rzeszowie) – polski model, akrobata i celebryta. Mister Polski 2015, półfinalista Mister World 2016.

## Młodość
Urodził się w Rzeszowie. Ma troje rodzeństwa: starszą o rok siostrę Sylwię, młodszą o pięć lat siostrę Magdalenę oraz młodszego brata Krzysztofa. Kiedy miał 13 lat, zmarł mu ojciec, a rodziną opiekowała się matka, Renata.
W 2016 ukończył naukę w V Liceum Ogólnokształcącym im. Krzysztofa Kamila Baczyńskiego w Rzeszowie. Uczył się w rzeszowskiej Szkole Mistrzostwa Sportowego o profilu akrobatycznym. W październiku 2018 rozpoczął naukę w Wyższej Szkole Ekologii i Zarządzania w Warszawie.

## Kariera
Kiedy miał 13 lat, zaczął trenować akrobatykę artystyczną u Jolanty Brudny. W kolejnych latach zdobył liczne nagrody w konkursach gimnastycznych. W 2014 wystąpił podczas ceremonii otwarcia Mistrzostw Świata w Piłce Siatkowej Mężczyzn w Warszawie, poza tym wraz ze swoim zespołem akrobatycznym zdobył tytuł wicemistrza świata w kategorii Show Dance oraz w parze z Sebastianem Kamińskim (jako akrobatyczny duet Feel3Chan) uczestniczył w eliminacjach do siódmej edycji programu rozrywkowego Mam talent! w TVN.
Latem 2015 dostał się do finału internetowych wyborów Mistera Wakacji i ostatecznie zwyciężył w konkursie, zdobywając największą liczbę głosów. W listopadzie tego samego roku został okrzyknięty Misterem Polski 2015 i został reprezentantem Polski na gali Mister World 2016. Na kilka dni przed galą finałową, która odbyła się 19 lipca, był faworytem do zwycięstwa w wyborach w oficjalnym plebiscycie w aplikacji MobStar, ostatecznie dotarł do pierwszej dziesiątki wyborów i otrzymał wyróżnienie w kategorii Talent za swoje umiejętności akrobatyczne. W grudniu 2016, reprezentując Polskę, dostał się do pierwszej dziesiątki w finale konkursu Mister Supranational 2016.
W 2016 znalazł się w pierwszej dziesiątce rankingu najczęściej obserwowanych profili polskich użytkowników w serwisie Snapchat.
Uczestniczył w telewizyjnych programach rozrywkowych: Dancing with the Stars. Taniec z gwiazdami (2016), Agent – Gwiazdy (2019), Dance Dance Dance (2020) i Celebs Go Dating (2022).
17 lutego 2019 wraz z Sebastianem Chłodnickim otworzył sklep odzieżowy Balmora.